# Gedecoreerde boerderijen van Hälsingland
De gedecoreerde boerderijen van Hälsingland vormen een Zweedse inschrijving op de UNESCO-Werelderfgoedlijst. Het erfgoed is in 2012 op de lijst ingeschreven en omvat zeven rijkelijk versierde houten boerderijhuizen en bijbehorende boerderijgebouwen in de streek Hälsingland.
De zeven boerderijen maken deel uit van een geheel van meer dan duizend nog bestaande houten constructies die hoofdzakelijk dateren uit de 18e en 19e eeuw. Zij worden beschouwd als de beste voorbeelden van een lange culturele traditie van regionale houtbouw die teruggaat tot de middeleeuwen (12e tot 16e eeuw) en sterk gelinkt is met Noordwest-Europa.
De boerderijen werden gebouwd en versierd in opdracht van welgestelde boeren, die hun rijkdom onder andere hadden vergaard met bosbouw en het verbouwen van vlas. Zij weerspiegelen de voorspoed en de sociale status van onafhankelijke boeren die in de 19e eeuw hun rijkdom aanwendden om nieuwe grote huizen te bouwen met rijkelijk versierde kamers en/of bijgebouwen, die uitsluitend bestemd waren voor feesten.

## Ligging en beschrijving
De zeven huizen liggen verspreid in een gebied dat 100 km meet van oost naar west en 50 km van noord naar zuid. Zes van de zeven boerderijen liggen in Hälsingland en één in het naburige Dalarna, dat echter in de 19e eeuw cultureel gezien deel uitmaakte van Hälsingland. Zij zijn gekozen uit vierhonderd eigendommen met versierde kamers omdat zij beschouwd worden als de beste en meest representatieve van de lange traditie van versierde boerderijen.
De zeven boerderijen zijn:
- de Kristofers-boerderij in Järvsö
- de Gästgivars-boerderij in Vallsta
- de Pallars-boerderij in Långhed, ten noorden van Alfta
- de Jon-Lars-boerderij in Långhed, ten noorden van Alfta
- de Bortom åa-boerderij in Fågelsjö, ten westen van Loos
- de Bommars-boerderij in Letsbo, ten noordwesten van Ljusdal
- de Erik-Anders-boerderij in Askesta, nabij Söderala

Vijf van deze boerderijen hebben nog steeds een relatie met landbouwactiviteiten. Voor Gästgivars en Bortom åa is dit niet meer het geval, maar zij behouden wel hun agrarische omgeving.
Wat deze huizen uniek maakt, is het feit dat er een apart gebouw is (een "Herrstuga") of aparte kamers in het huis zelf zijn, die voorbehouden zijn voor feestelijkheden, speciale gelegenheden of bijeenkomsten en die gedurende de rest van het jaar bijna niet werden gebruikt. Deze gebouwen en kamers waren meestal de meest rijkelijk versierde van de hele boerderij. De boerderijen die op de lijst zijn ingeschreven, dragen elk bij tot de universele waarde van het erfgoed omdat zij allemaal (tussen vier en tien) versierde kamers voor feestelijkheden hebben, een grotendeels intact geheel van boerderijgebouwen hebben en staan in een open landschap dat hun agrarische functie en oorsprong weerspiegelt. Elke boerderij vertoont ook telkens kleine verschillende aspecten van de manier waarop de feestkamers in de gebouwen zijn ondergebracht en heeft verschillende soorten decoraties die door verschillende kunstenaars zijn aangebracht. De zeven boerderijhuizen zijn gekozen om de manier te tonen waarop de feestkamers in de rest van de boerderij zijn geïncorporeerd, omwille van hun goede staat en omdat zij als geheel het volledige scala tonen van architecturale en decoratieve mogelijkheden.
Voor de schilderingen deden de boeren een beroep op bekende en onbekende artiesten, die afkomstig waren uit de streek zelf of rondtrokken en afkomstig waren uit Dalarna. De schilderingen zijn gemaakt op doek of textiel, dat aan de muur bevestigd is, of zijn rechtstreeks aangebracht op de houten muren en plafonds. De onderwerpen zijn vaak bijbels, maar de mensen die erop zijn afgebeeld, zijn gekleed volgens de mode van hun tijd. De stijl van de schilderingen is een combinatie van volkskunst en populaire kunststijlen van de 18 en 19e eeuw, zoals barok en rococo. Van tien schilders is de naam bekend, maar de meerderheid van het werk is anoniem.
De boerderijen zijn ingeschreven op de werelderfgoedlijst op basis van criterium (v): "De grote, indrukwekkende boerderijen van Hälisingland, met hun rijkelijk versierde kamers voor feestelijkheden, weerspiegelen een uitzonderlijke combinatie van houtbouw- en volkskunsttradities, de rijkdom en sociale status van de onafhankelijke boeren die ze gebouwd hebben, en de laatste bloei van een lange culturele traditie in Hälsingland."

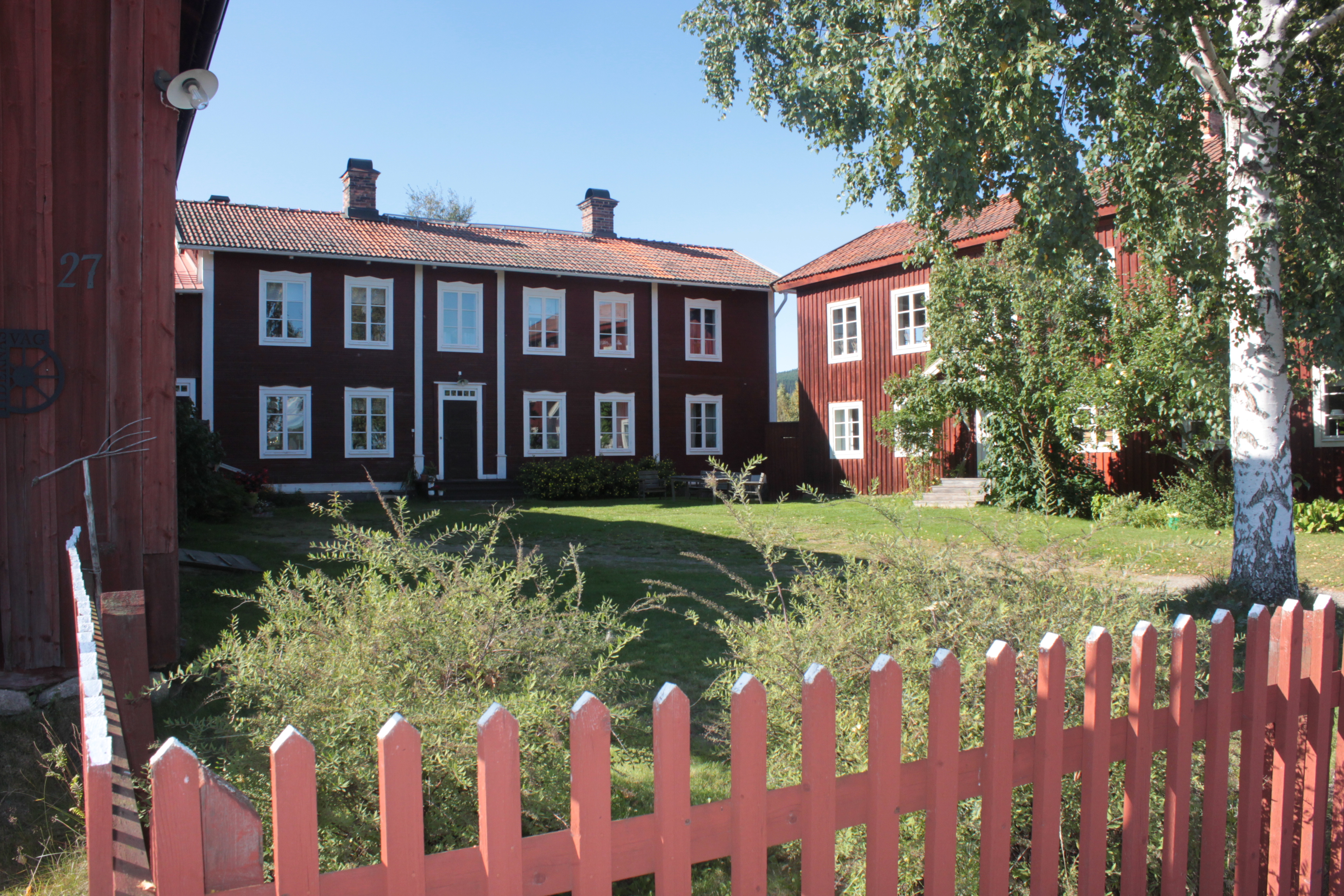
Gästgivars
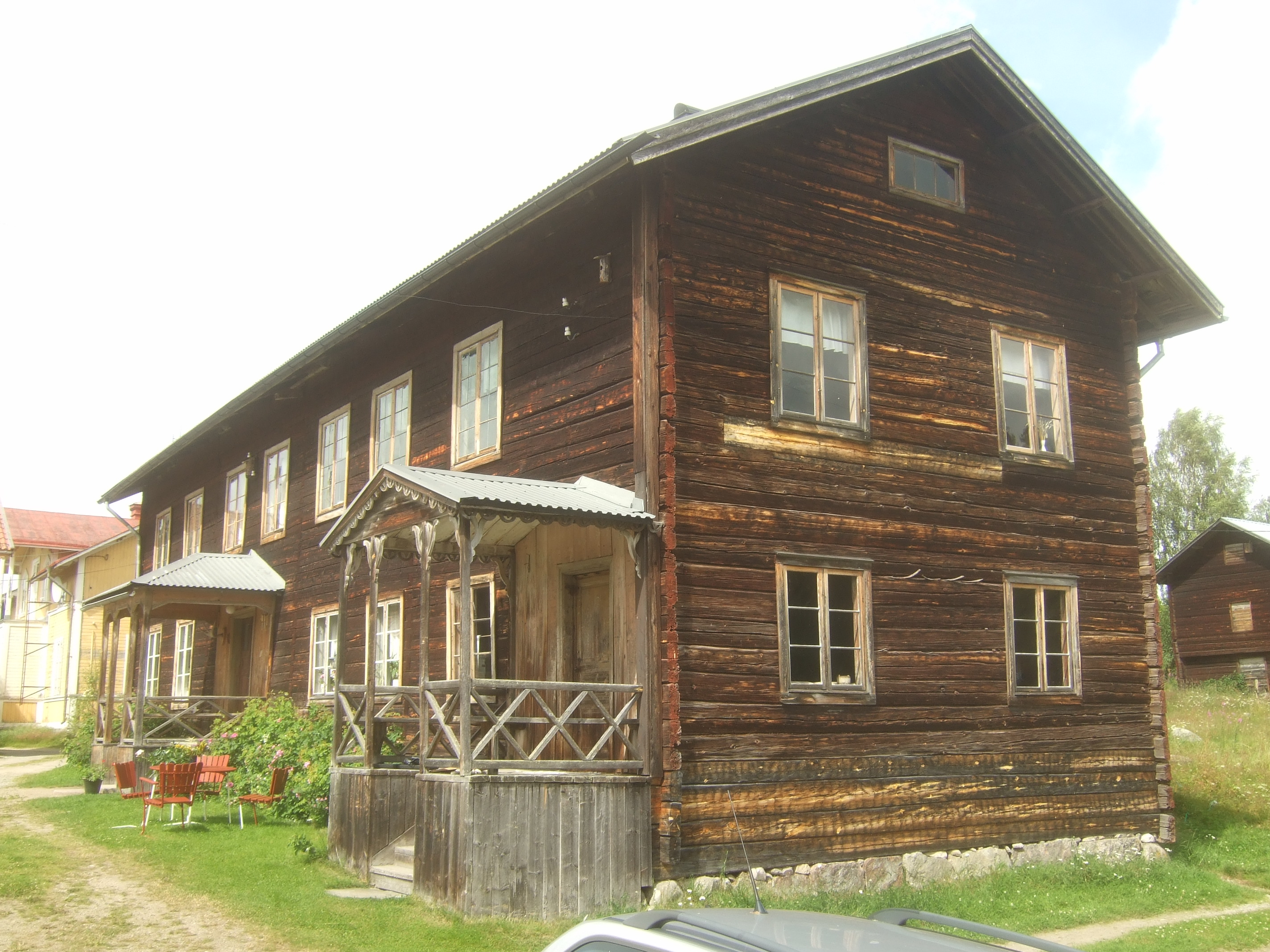
Bommars
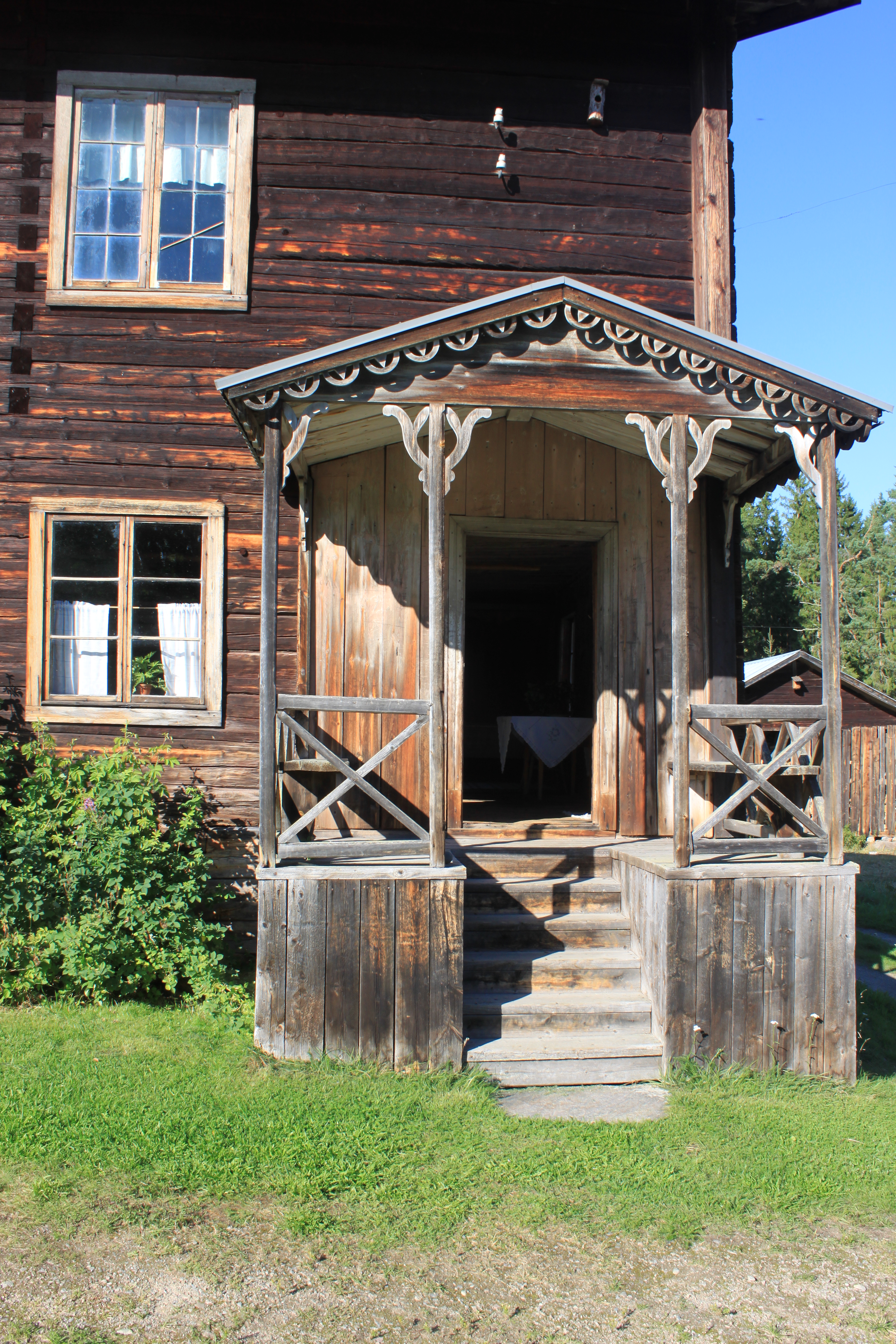
Ingang van de Bommars-boerderij
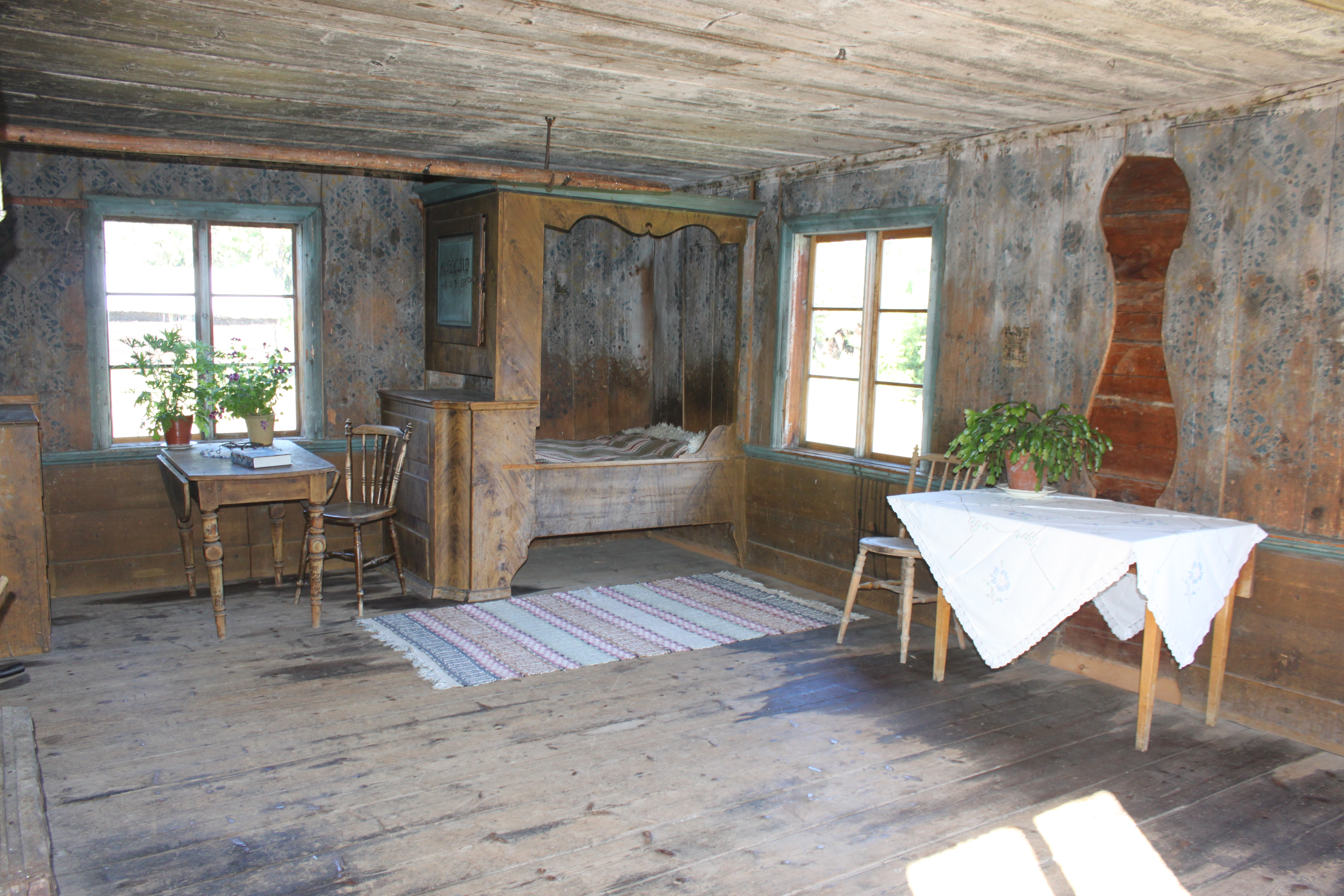
Interieur van Bommars
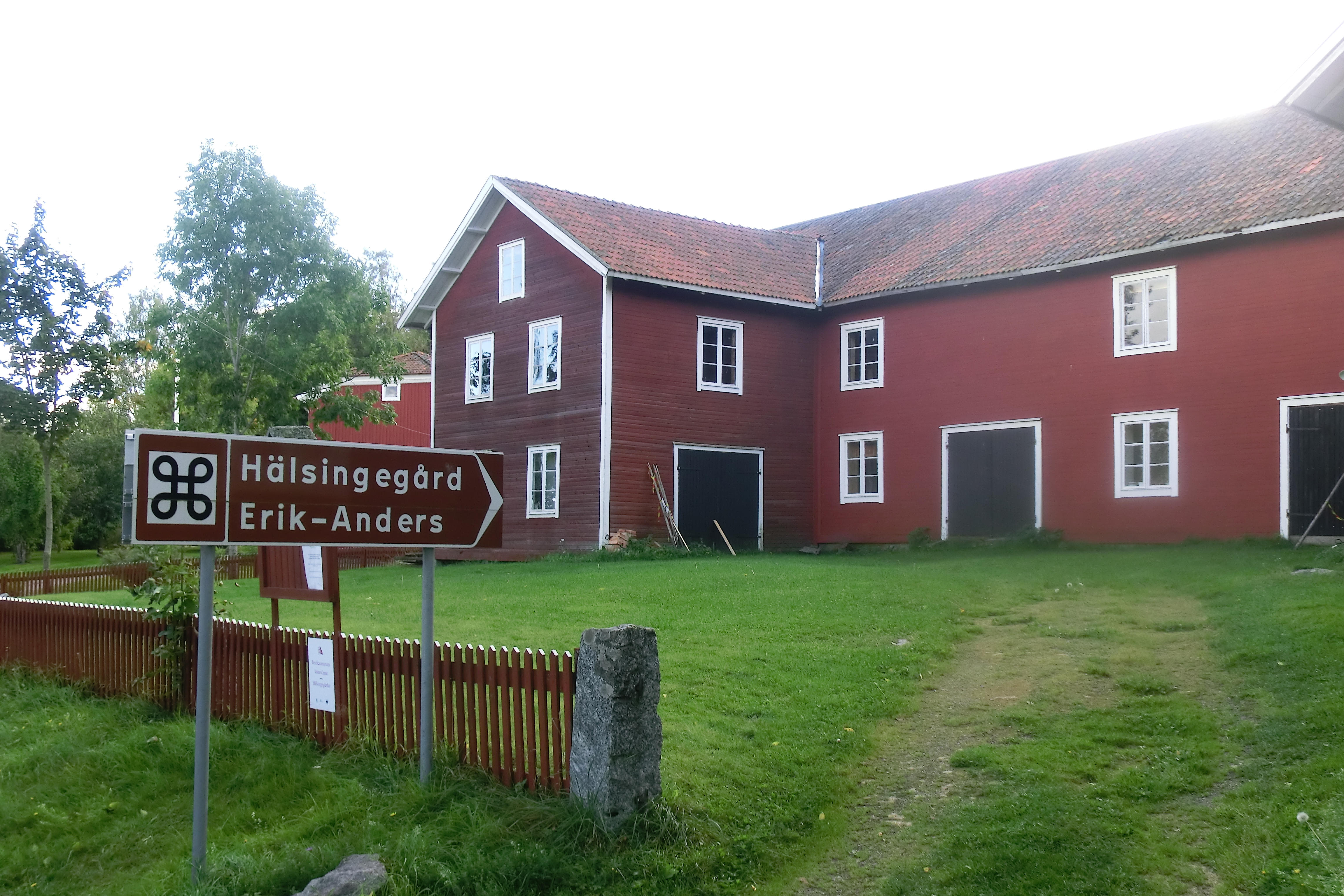
Erik-Anders
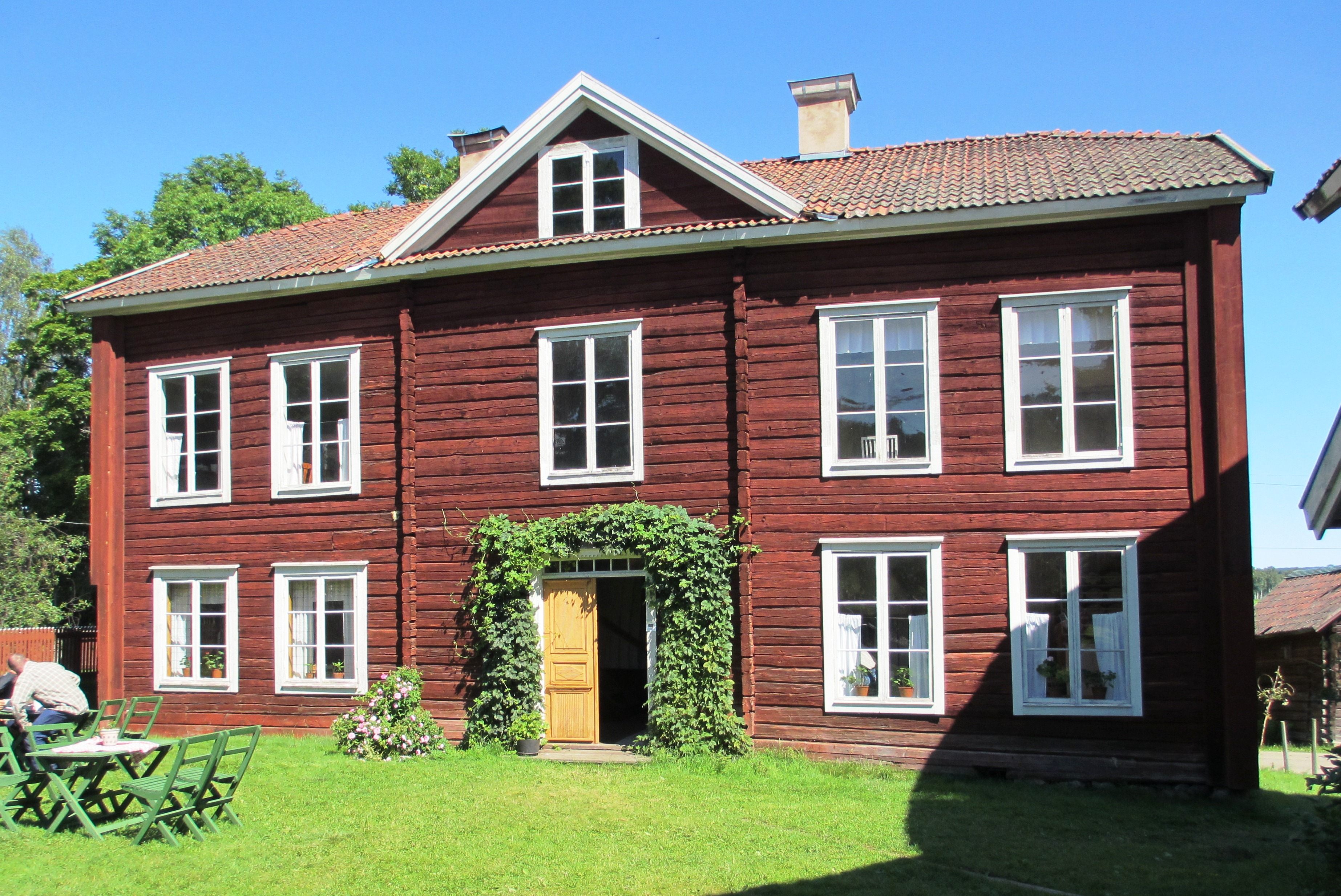
Erik-Anders
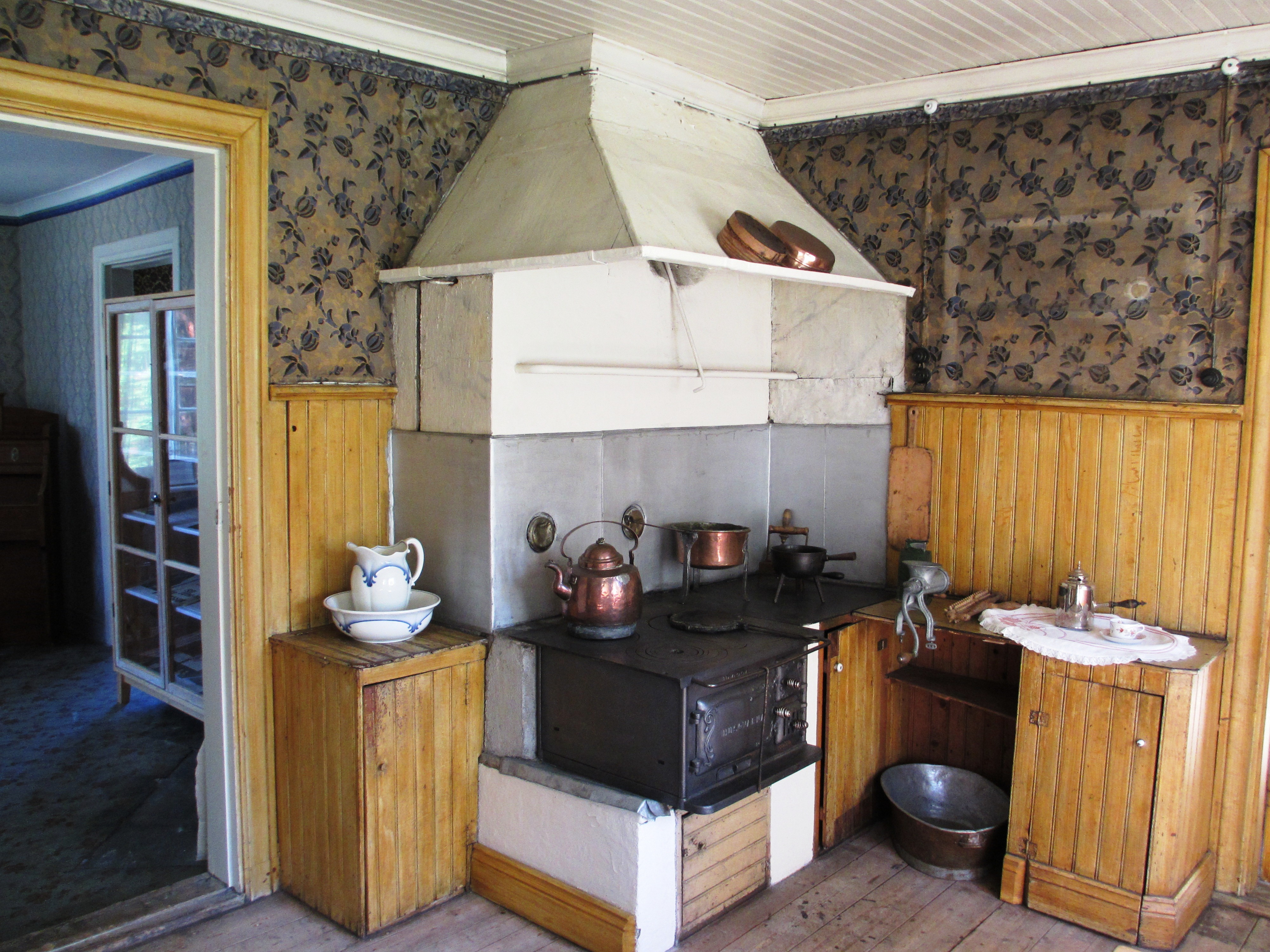
Interieur van Erik-Anders
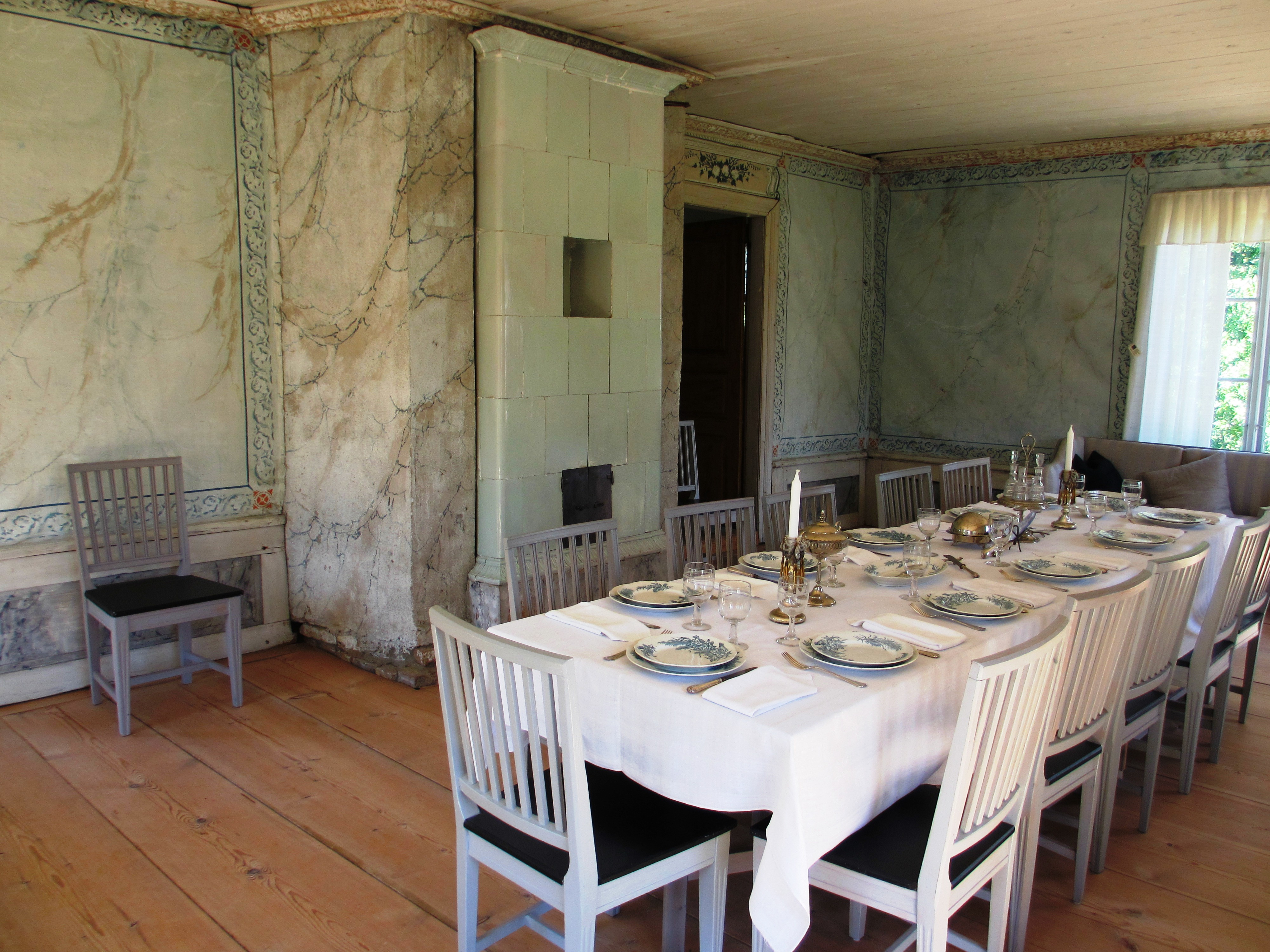
Interieur van Erik-Anders
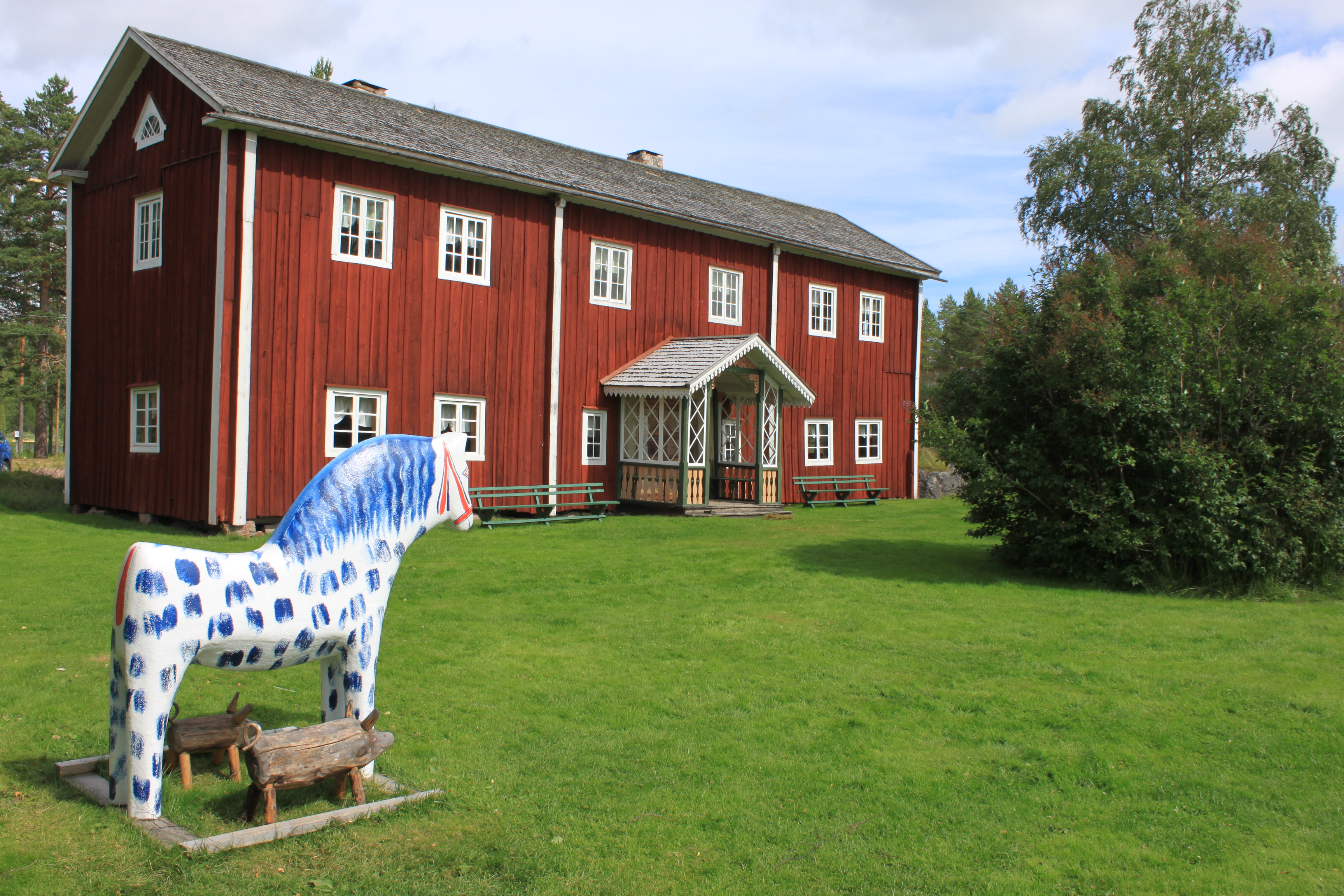
Fågelsjö Gammelgård

## Evolutie in boerderijbouw
In de 18e eeuw waren de meeste boerderijgebouwen gelegen rond een centrale binnenhof met een toegangsgebouw (Portlider) aan één kant. Tijdens de 19e eeuw veranderde dit vaak naar een meer open indeling, met huizen met zijvleugels. Vanaf 1800 veranderden de huizen ook van één verdieping, naar anderhalve of twee verdiepingen.
De meeste gebouwen werden opgetrokken met horizontale balken van dennen- of vurenhout uit de omliggende bossen. In de 18e eeuw werden de balken geleidelijk aan meer gladgeschaafd, en in de 19e eeuw werden de met de hand gezaagde planken geleidelijk aan vervangen door planken die met de machine werden gezaagd, en vervolgens werden beschilderd, om de huizen meer te doen lijken op huizen die opgetrokken waren in baksteen.
Voor de beschilderingen werd gebruikgemaakt van donkerrode verf met pigmenten afkomstig uit de kopermijnen in Falun. Deze verf werd in heel Zweden gebruikt en werd beschouwd als een typisch element van het Zweedse plattelandsleven. Later in de 19e eeuw werden ook lichtere pasteltinten geïntroduceerd.
De traditionele dakbedekking was berkenschors, die op haar plaats werd gehouden met dunne gespleten staafjes. Deze dakbedekking werd in de 19e eeuw vervangen door leien en in de 20e eeuw door dakpannen voor de woonhuizen en tinnen platen voor bijgebouwen.
De rijkelijke versiering van deze 19e-eeuwse gebouwen zijn een mengeling van volkskunst en populaire kunststijlen uit die tijd. Aan de buitenkant is deze versiering zichtbaar in houtsnijwerk rond de deuren of de portiek. Dit werd vaak geproduceerd door lokale meubelmakers. Binnenin waren de huizen versierd met muurschilderingen of schilderingen op doek of textiel, dat aan de muur bevestigd was.

## Bescherming en beheer
Alle onderdelen van het werelderfgoed zijn beschermd als cultureel erfgoed onder de wet op cultureel erfgoed van 1988. Dit beschermt ook de gebruikte stoffen en de versierde interieurs. De bufferzones rondom de boerderijen zijn allen, met uitzondering van Bommars, aangeduid als gebieden van nationaal belang ter behoud van het cultureel milieu. Voor alle bufferzones zijn speciale beschermingsmaatregelen voorzien, zodat bouwvergunningen steeds moeten worden aangevraagd, zelfs als deze niet verplicht zijn. Alle gemeentes waarin zich een onderdeel van het erfgoed bevindt, hebben verzekerd dat zij alle maatregelen zullen toepassen om de gebieden te beschermen tegen ongepaste ontwikkeling.
Alle boerderijen, behalve één, zijn in privéhanden. Men moet dus in hoge mate vertrouwen stellen in de eigenaars voor het onderhoud, voor de bescherming van de gebouwen en voor het voortzetten van landbouwactiviteiten in de omliggende gebieden. Bovendien moeten zijn beschikken over zowel de materialen als de kennis om dit correct uit te voeren. Door de lange traditie van lokaal vakmanschap in Hälsingland werkt dit goed.
De boerderijen die deel uitmaken van het werelderfgoed zijn niet bedreigd en zijn in goede staat. De herstellingen en restauraties zijn uitgevoerd door bekwame vaklui die meestal traditionele materialen en technieken hebben gebruikt. De daken van de huizen vormen hierop een uitzondering, omdat de traditionele dakbedekking vervangen is door meer modern materiaal om de versierde kamers beter te beschermen. In enkele gevallen is de muurversiering gereconstrueerd, maar niet in de belangrijkste kamers die gedecoreerd zijn tussen 1800 en 1870.
Koninklijk domein Drottningholm · Birka en Hovgården · Hoogovens van Engelsberg · Rotstekeningen van Tanum · Skogskyrkogården · Hanzestad Visby · Kerkdorp Gammelstad, Luleâ · Laponia · Vlootbasis Karlskrona · Hoge kust / Kvarkenarchipel · Agrarisch landschap van Zuid-Öland · Mijngebied van de Grote Koperberg in Falun · Radiostation van Grimeton, Varberg · Geodetische boog van Struve · Gedecoreerde boerderijen van Hälsingland